# B' Katīgoria 1998-1999
L'edizione 1998-1999 della B' Katīgoria vide la vittoria finale dell'Anagennisi Deryneia.

## Formula
Le 14 squadre partecipanti hanno disputato il campionato incontrandosi in due gironi di andata e ritorno, per un totale di 26 giornate. Erano previste tre retrocessioni e tre promozioni.

## Classifica finale
|  |    | Classifica finale              | G  | V  | N  | P  | GF | GS | Dif | Pt |
|  | -- | ------------------------------ | -- | -- | -- | -- | -- | -- | --- | -- |
|  | 1  | Anagennīsī Deryneia            | 26 | 16 | 6  | 4  | 48 | 23 | +25 | 54 |
|  | 2  | Ethnikos Assia                 | 26 | 15 | 6  | 5  | 48 | 26 | +22 | 51 |
|  | 3  | APOP Paphou                    | 26 | 14 | 7  | 5  | 51 | 29 | +22 | 49 |
|  | 4  | AEK Achilleas Ayiou Theraponta | 26 | 10 | 10 | 6  | 38 | 32 | +6  | 40 |
|  | 5  | AEZ Zakakiou                   | 26 | 11 | 7  | 8  | 35 | 36 | -1  | 40 |
|  | 6  | Ermīs Aradippou                | 26 | 11 | 4  | 11 | 43 | 37 | +6  | 37 |
|  | 7  | Onīsilos Sōtīra                | 26 | 10 | 6  | 10 | 45 | 37 | +8  | 36 |
|  | 8  | Digenīs Morphou                | 26 | 8  | 11 | 7  | 41 | 34 | +7  | 35 |
|  | 9  | Anagennisi Germasoyias         | 26 | 10 | 4  | 12 | 36 | 37 | -1  | 34 |
|  | 10 | PAEEK Kerynias                 | 26 | 9  | 7  | 10 | 37 | 39 | -2  | 34 |
|  | 11 | Omonia Aradippou               | 26 | 9  | 7  | 10 | 35 | 39 | -4  | 34 |
|  | 12 | Rotsides Mammari               | 26 | 10 | 3  | 13 | 34 | 47 | -13 | 33 |
|  | 13 | ASIL Lysī                      | 26 | 4  | 5  | 17 | 22 | 60 | -38 | 17 |
|  | 14 | Akritas Chlōrakas              | 26 | 3  | 1  | 22 | 23 | 60 | -37 | 10 |

G = Partite giocate; V = Vittorie; N = Nulle/Pareggi; P = Perse; GF = Goal fatti; GS = Goal subiti; DIF = Differenza reti;

### Verdetti
- Anagennisi Deryneia, Ethnikos Assia e APOP Paphos promossi in Divisione A.
- Rotsides Mammari, ASIL Lysi e Akritas Chlorakas retrocesse in Terza Divisione.